# Усть-Ніцинське
Усть-Ніци́нське (рос. Усть-Ницинское) — село у складі Слободо-Туринського району Свердловської області. Адміністративний центр Усть-Ніцинського сільського поселення.
Населення — 899 осіб (2010, 984 у 2002).
Національний склад населення станом на 2002 рік: росіяни — 95 %.